# Okinawa Número Uno
Okinawa Número Uno är en ort i Bolivia.   Den ligger i departementet Santa Cruz, i den centrala delen av landet, 300 km nordost om huvudstaden Sucre. Okinawa Número Uno ligger 260 meter över havet och antalet invånare är 4 944.
Terrängen runt Okinawa Número Uno är mycket platt. Runt Okinawa Número Uno är det ganska glesbefolkat, med 26 invånare per kvadratkilometer.. Det finns inga andra samhällen i närheten. 
Omgivningarna runt Okinawa Número Uno är huvudsakligen savann.